# Hyderabad Multi-Modal Transport System

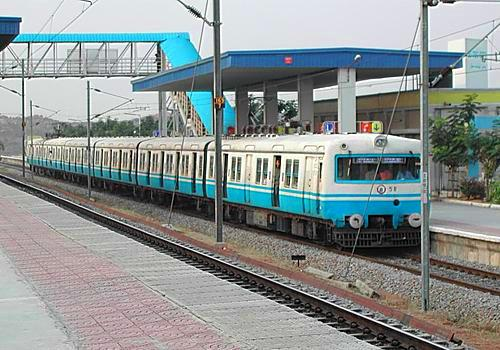

Hyderabad Multi-Modal Transport System (MMTS) ist eine Stadtbahn in Hyderabad, Indien.

## Linien und Betrieb
Derzeit gibt es zwei Hauptlinien vom Bahnhof Limgampally nach Hyderabad Deccan beziehungsweise Falaknuma. Es werden jedoch Verstärkungszüge auf kürzeren Streckenabschnitten gefahren, insbesondere z. B. zwischen Secunderabad und Falaknuma.

### Lingampally – Hyderabad Deccan
| km | Haltestelle          | Fahrtzeit |
| -- | -------------------- | --------- |
|    | Lingampally          | 0 Min.    |
|    | Chanda Nagar         | 4 Min.    |
|    | Hafeezpet            | 9 Min.    |
|    | Hi-Tec City          | 14 Min.   |
|    | Borabanda            | 16 Min.   |
|    | Bharat Nagar         | 19 Min.   |
|    | Fateh Nagar          | 22 Min.   |
|    | Nature Care Hospital | 24 Min.   |
|    | Begumpet             | 26 Min.   |
|    | Necklace Road        | 31 Min.   |
|    | Khairatabad          | 33 Min.   |
|    | Lakdikapul           | 35 Min.   |
|    | Hyderabad Deccan     | 40 Min.   |

Vom Vorort Lingampally startend nutzt diese Linie bis Begumpet die gleiche Strecke wie
die zweite, biegt dann jedoch vor dem Hussain Sagar nach Süden ab und endet im zweitwichtigsten Bahnhof der Metropole, Hyderabad Deccan – auch unter dem Namen des Stadtteils Nampally geführt.
Neben der Anbindung des im IT-Bereich boomenden Stadtteils Hi-Tec City wird die Westseite des Hussain Sagar passiert, wobei die Bahnhöfe Necklace Road und Khairatabad in der Nähe der Attraktivitäten des Sees liegen, wie der Eat Street mit Bootsanleger, Prasads Mall oder Lumbini Park. Von Hyderabad Deccan ist es nicht weit bis in die Einkaufsviertel von Abids und Koti.

### Lingampally – Falaknuma
| km | Haltestelle          | Fahrtzeit |
| -- | -------------------- | --------- |
|    | Lingampally          | 0 Min.    |
|    | Chanda Nagar         | 4 Min.    |
|    | Hafeezpet            | 9 Min.    |
|    | Hi-Tec City          | 14 Min.   |
|    | Borabanda            | 16 Min.   |
|    | Bharatnagar          | 19 Min.   |
|    | Fatehnagar           | 22 Min.   |
|    | Nature Care Hospital | 24 Min.   |
|    | Begumpet             | 26 Min.   |
|    | Sanjeeviah Park      | 31 Min.   |
|    | James Street         | 33 Min.   |
|    | Secunderabad         | 43 Min.   |
|    | Seetaphalmandi       | 48 Min.   |
|    | Arts College         | 50 Min.   |
|    | Jamia Osmania        | 52 Min.   |
|    | Vidyanagar           | 54 Min.   |
|    | Kacheguda            | 59 Min.   |
|    | Malakpet             | 62 Min.   |
|    | Dabirpura            | 64 Min.   |
|    | Yakutpura            | 66 Min.   |
|    | Huppuguda            | 70 Min.   |
|    | Falaknuma            | 71 Min.   |

Diese Linie bleibt nach der Station Begumpet nördlich vom Hussain Sagar und durchfährt nach Halt in Secunderabad, dem wichtigsten Bahnhof der Zwillingsstadt, den Westen Hyderabads und endet im südwestlich gelegenen Stadtteil Falaknuma.

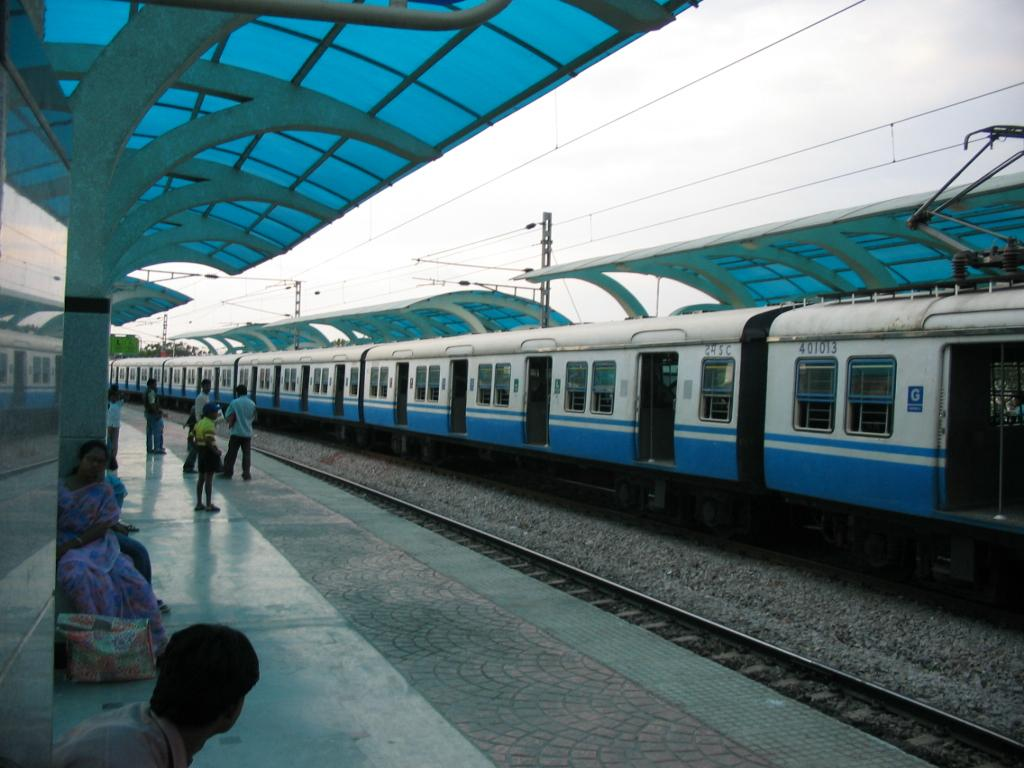

### Nebenstrecken
Einige Verbindungen verkehren ab Secunderabad auch in nördlicher Richtung zum Endbahnhof Bolarum mit MMTS-Zügen, sind jedoch noch nicht offiziell in das Netz integriert. Ebenfalls gibt es eine beide Linien nutzende Verbindung von Hyderabad Deccan nach Falaknuma.

## Nutzung und Kapazität
Die MMTS wurde 2003 eingeweiht. Bis 2007 nutzten durchschnittlich etwa 70.000 Menschen pro Tag dieses neben Bussen bisher einzige öffentliche Nahverkehrssystem, seitdem steigen die Zahlen rapide an. Mittlerweile befindet sich die Bahn an ihren Kapazitätsgrenzen. Häufige Verspätungen sind eine Folge.
Insgesamt fahren derzeit 84 Züge täglich zwischen den 26 Stationen in einem recht unregelmäßigen Takt (meist 20, bis 60 Minuten), beide Strecken zusammen haben eine Länge von 43 Kilometern.
Für Entlastung steht derzeit insbesondere der anvisierte Bau der Metro Hyderabad. Kürzlich wurde auch über den Bau einer Tangente außerhalb des Stadtzentrums gedacht, welche für die Nutzung von Güterzügen vorgesehen ist. Bisher sind diese aufgrund ihrer Anzahl das größte Hindernis für eine höhere Taktung, da die MMTS-Bahn auf den Schienen der South Central Railway verkehrt, von der sie auch betrieben wird.